# Sahune

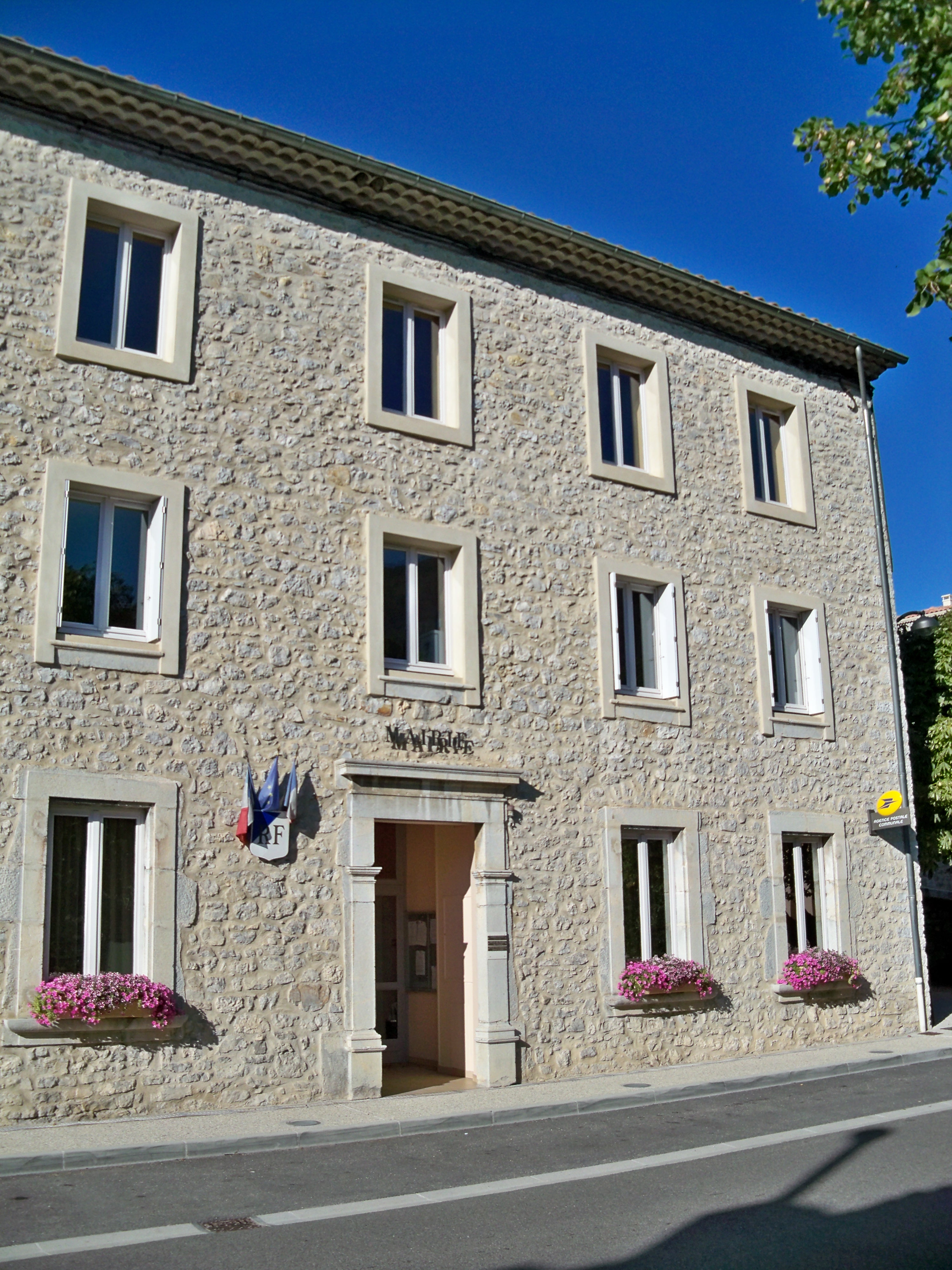
Ratusz, 2012

Sahune – miejscowość i gmina we Francji, w regionie Owernia-Rodan-Alpy, w departamencie Drôme.
Według danych na rok 1990 gminę zamieszkiwało 290 osób, a gęstość zaludnienia wynosiła 18 osób/km² (wśród 2880 gmin regionu Rodan-Alpy Sahune plasuje się na 1339. miejscu pod względem liczby ludności, natomiast pod względem powierzchni na miejscu 704.).